# Черношейная цапля
Черношейная цапля (лат. Ardea melanocephala) — птица из семейства цаплевых.

## Описание
Черношейная цапля достигает длины 85 см и имеет размах крыльев 150 см. Она почти такой же величины, что и серая цапля, на которую она внешне похожа, когда окраска оперения преимущественно тёмная. Оперение на верхней стороне тела тёмно-серое, на нижней — светло-серое.

## Распространение
Черношейная цапля распространена в Африке к югу от Сахары, а также на Мадагаскаре. Это преимущественно оседлая птица, тем не менее некоторые птицы из западноафриканской популяции мигрируют во время сезона дождей в более северные регионы.

## Размножение
Черношейная цапля гнездится в колониях на близких к воде деревьях или в зарослях камыша. В местностях, где также встречается серая цапля, они образуют при случае смешанные гнездовые колонии. В кладке от 2 до 4 яиц, высиживание которых продолжается от 25 до 28 дней.
В отличие от рыжей и серой цапель черношейная цапля также охотно ловит добычу на расстоянии от воды. Она питается наряду с рыбами и лягушками также мелкими млекопитающими, а также другими птицами. Часто можно наблюдать, как она неподвижно караулит добычу.

## Фото

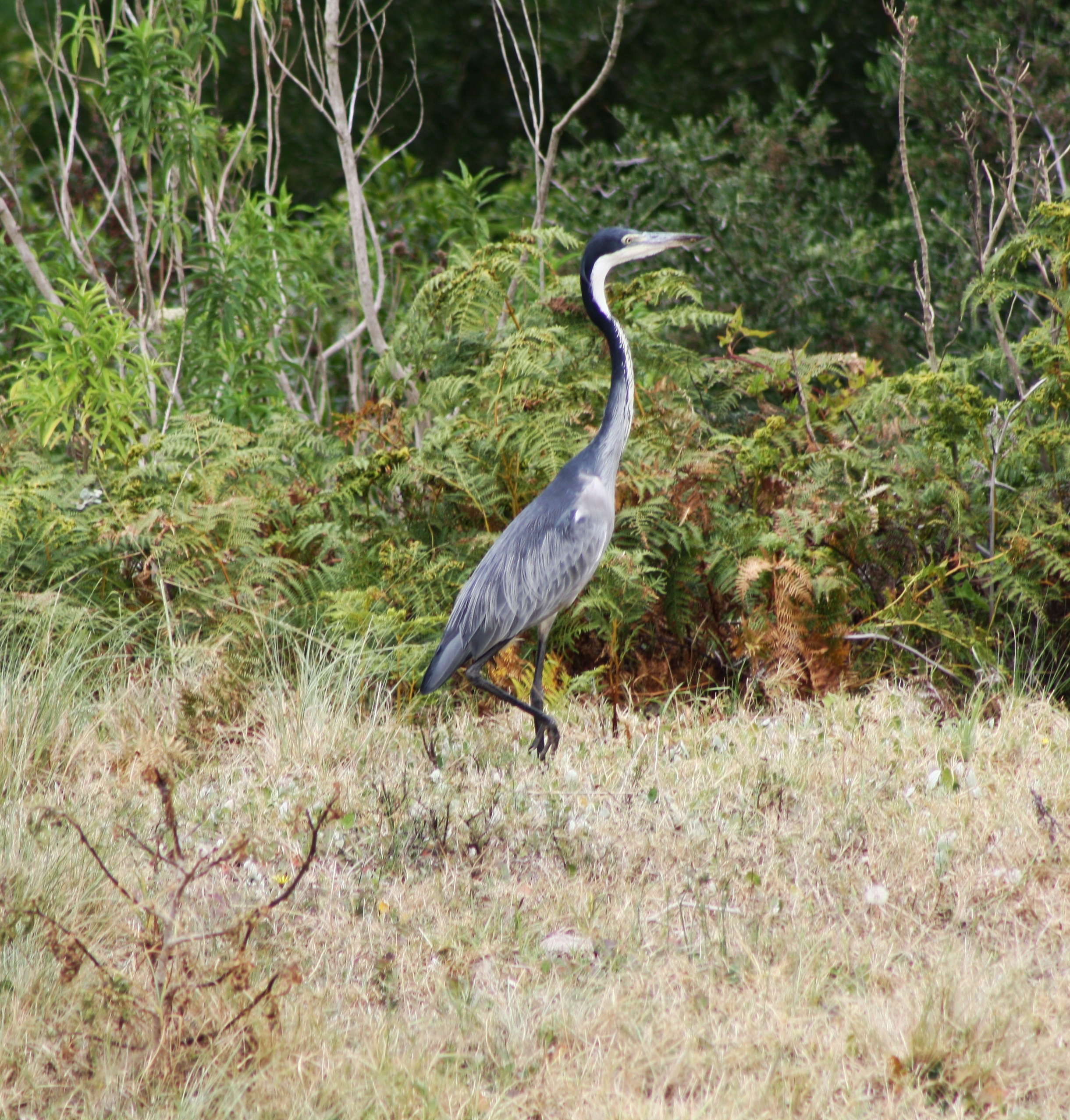
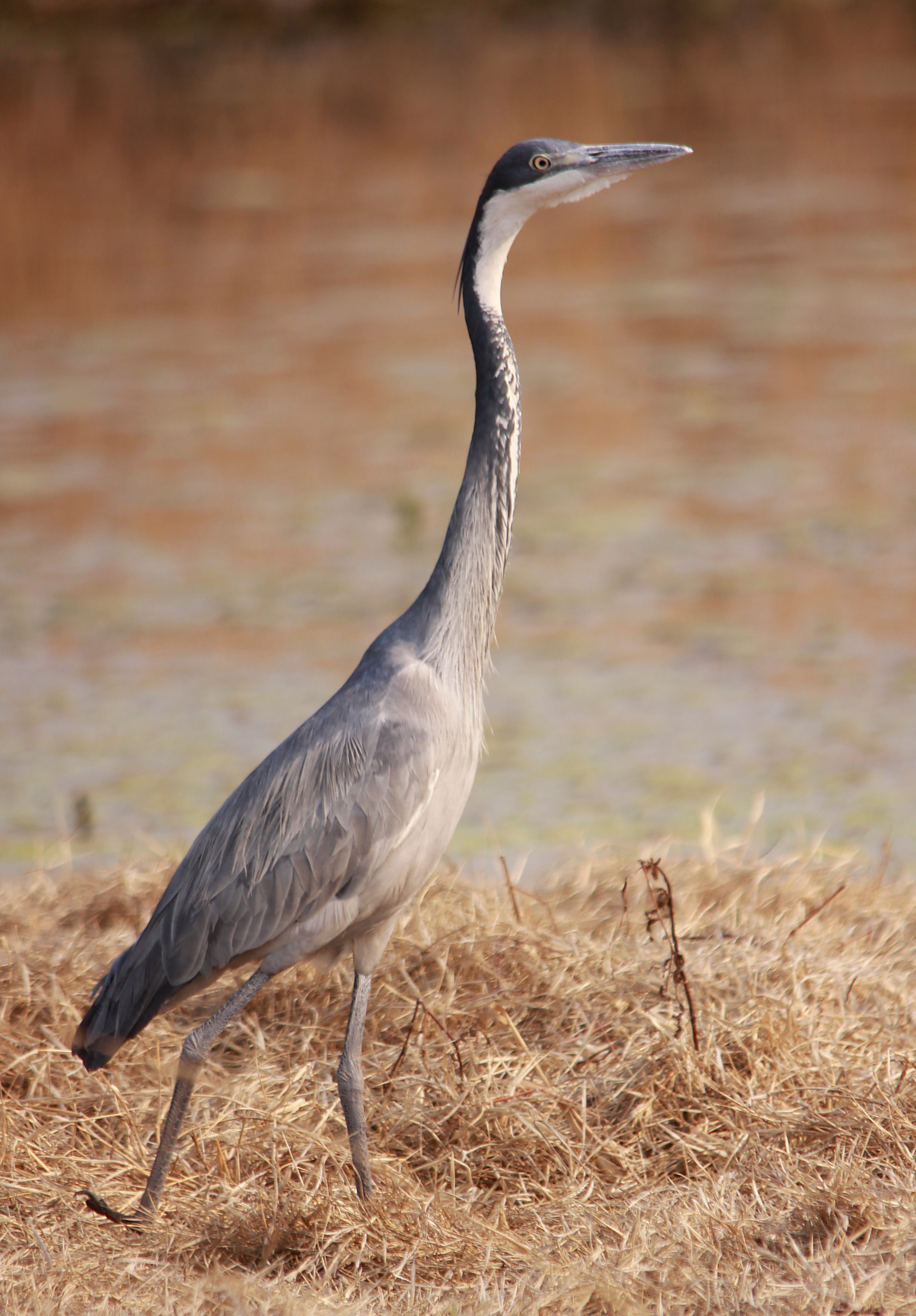
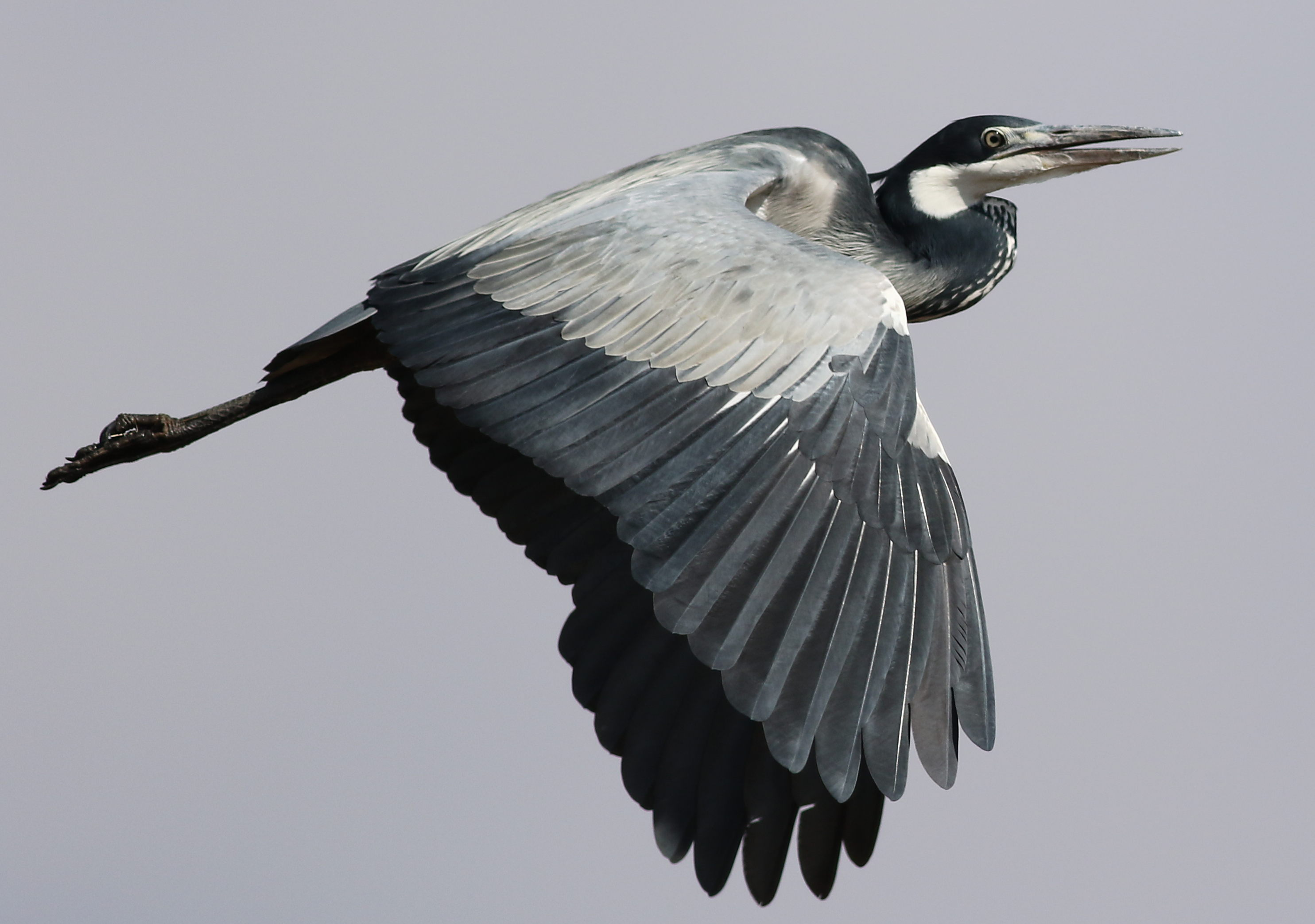